# Жилой дом Гороховой (Новосибирск)
Жилой дом Гороховой — деревянный дом в Железнодорожном районе Новосибирска, построенный в 1910 году. Памятник архитектуры регионального значения.

## Описание
Здание было построено Гороховым в квартале № 7 участка № 13 в Вокзальной части города на Переселенческой улице, которая заселялась преимущественно железнодорожными работниками. В числе первых влальцев дома был машинист Андрей Кириллович Казберук.
Главный юго-восточный фасад выходит на красную линию улицы 1905 года, западный фасад примыкает к другому памятнику архитектуры — двухэтажному зданию смешанного типа (улица 1905 года, 13).
Выполненный в простых формах прямоугольный в плане одноэтажный объём здания дополнен дощатым тамбуром со стороны северо-восточного фасада. Цоколь выполнен из кирпича.
Особенность дома — мезонин, возвышающийся над средней частью здания.
Бревенчатые стены рублены «в обло» и отделаны в горизонтальном направлении рустованным тесом. Углы с узловыми сопряжениями скрыты под профилированными лопатками.
В первом этаже окна обрамлены наличниками с декором из пропильной резьбой в виде растительного орнамента и филенчатыми ставнями, сверху окна закрывают профилированные карнизики с наклонной полочкой.
Междуэтажный пояс украшен зубчиками. Подвальные окна подчёркнуты сандриками.
Мезонин завершён треугольным фронтоном с резной розеткой, размещённой в его тимпане.
Декор венчающего карниза — резьба геометрического орнамента.
Стропильные крыши основного объёма и двускатная крыша мезонина покрыты железом.
Со стороны главного фасада находится вход в здание. Внутрення лестница, ведущая в подвал, и деревянная лестница с северо-западного фасада в мезонин ограждены точёными стойками-балясинами с профилированным поручнем.
Размеры основного объёма в плане — 19,5 × 8,9 м.